# Наша справа права

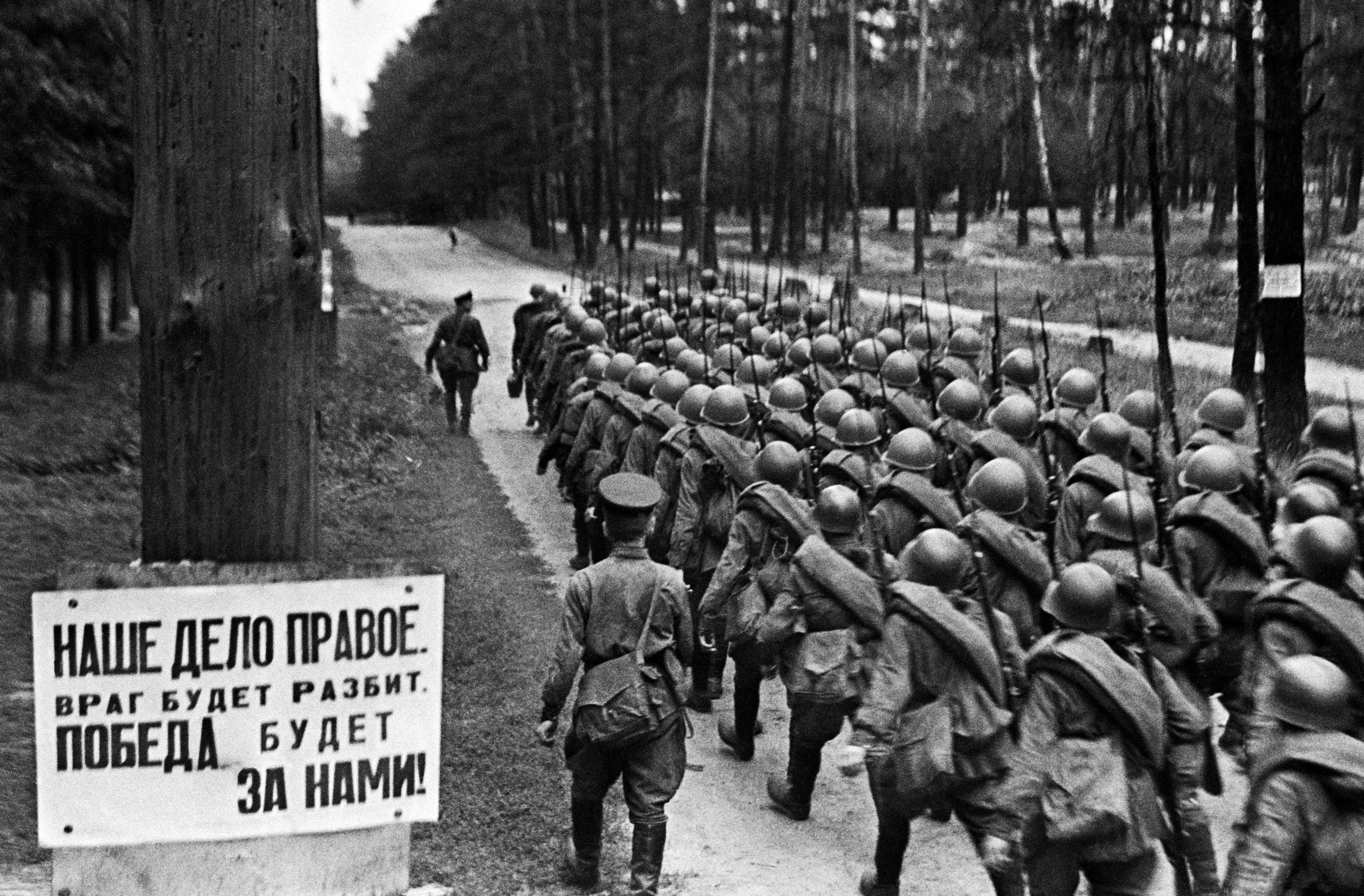
Мобілізація. Колона бійців рухається на фронт. Фото Анатолія Гараніна, 23 червня 1941 року

«Наша справа права, ворог буде розбитий, перемога буде за нами!» — заключна фраза звернення до радянського народу, яке заступник Голови Ради народних комісарів СРСР В'ячеслав Молотов зачитав о 12 годині дня 22 червня 1941 року — день початку німецько-радянської війни.

## Історія
Заклик із деякими варіаціями, а також частинами неодноразово повторювався в друкованих виданнях та усних зверненнях аж до кінця війни. Його згодом повторив і Йосип Сталін у своєму першому виступі по радіо 3 липня 1941 року: «…всі народи нашої країни, усі найкращі люди Європи, Америки та Азії, нарешті, усі найкращі люди Німеччини… бачать, що наша справа права, що ворог буде розбитий, що ми маємо перемогти».
Нерідко помилково вважають, що Сталіним і було вперше вимовлено це гасло. Текст звернення Молотова було погоджено зі Сталіним.
При використанні фразу часто скорочують, наприклад: «наше справа права, ми переможемо» або «ворог буде розбитий, перемога буде за нами».
Гасло отримало друге життя у 1945 році при заснуванні медалей «За перемогу над Німеччиною у Великій Вітчизняній війні 1941—1945 рр.» та «За доблесну працю у Великій Вітчизняній війні 1941—1945 рр.». Напис навколо погрудного зображення Сталіна говорив: «Наша справа права — Ми перемогли».
Вже після війни наприкінці 1940-х та 1950-х роках люди отримували почесні грамоти з цим гаслом.

### Передісторія
Цитата складена із штампів, звичайних для епохи першої світової та громадянської воєн, наприклад: «Наша справа — правильна справа» (промова Павла Мілюкова у Державній думі 26 липня 1914 року). «Новий час», 27 липня. «Наша справа права і ми переможемо!» Стаття «Наші перемоги» у «білій» газеті «Кубанський край», 8 січня 1919 р., «Ворог буде розбитий». Звернення генерала Анатолія Пепеляєва до населення Пермської губернії, липень 1919 року, листівка.
Вираз «Наша справа права» зустрічається у роботі Володимира Леніна 1903 року «До сільської бідноти»: «…Робітники не здаються. Вони продовжують боротьбу. Вони кажуть: жодні переслідування, ні в'язниці, ні заслання, ні каторга, ні смерть не лякають нас. Наша справа права. Ми боремося за свободу та щастя всіх, хто працює. Ми боремося за порятунок від насильства, від гноблення, від злиднів десятків і сотень мільйонів народу. Робітники стають дедалі свідомішими. Число соціал-демократів швидко збільшується у всіх країнах. Ми переможемо, незважаючи на жодні переслідування».